# Edgardo Richiez
Richiez  Matos est un nom espagnol. Le premier nom de famille, en général paternel, est Richiez ; le second, en général maternel, souvent omis, est Matos.
Edgardo Richiez Matos, né le 26 mai 1982,, est un coureur cycliste portoricain. Son palmarès comprend notamment divers titres de champion national. 

## Palmarès et résultats

### Palmarès par année
- 2002
  -  Champion de Porto Rico du critérium espoirs[3]
  - Clásico Sabana Grande
- 2007
  -  Champion de Porto Rico sur route
- 2009
  -  Champion de Porto Rico sur route
  -  Champion de Porto Rico du contre-la-montre
  -  Médaillé d'argent du championnat de la Caraïbe du contre-la-montre
- 2012
  -  Champion de Porto Rico du contre-la-montre
  - Clásico San Antonio de Padua
  - 2e du championnat de Porto Rico sur route
- 2013
  - 2e du championnat de Porto Rico sur route
- 2014
  -  Champion de Porto Rico du contre-la-montre
  - 3e du Clásico San Antonio de Padua
  -  Médaillé de bronze du championnat de la Caraïbe sur route
- 2015
  -  Champion de Porto Rico sur route
- 2016
  -  Champion de Porto Rico sur route
  - 2e du championnat de Porto Rico de scratch
- 2025
  - Clásico Sangermeño Portacoeli

### Classements mondiaux
| Année                                 | 2010 | 2011 | 2012 | 2013 | 2014 | 2015 | 2016  |
| ------------------------------------- | ---- | ---- | ---- | ---- | ---- | ---- | ----- |
| Classement mondial                    |      |      |      |      |      |      | 1331e |
| UCI America Tour                      | 218e | nc   | nc   | 86e  | nc   | 68e  | 155e  |
|                                       |      |      |      |      |      |      |       |
| Légende : nc = non classéSource : UCI |      |      |      |      |      |      |       |